# Osteopenia
La osteopenia (término en desuso)  es una disminución en la densidad mineral ósea, que puede ser una condición precursora de osteoporosis. Sin embargo, no todas las personas diagnosticada de osteopenia desarrollarán osteoporosis. Más específicamente, la osteopenia se ha definido por la Organización Mundial de la Salud (OMS) como una T score menor a -1,0 y mayor a -2,5, determinada mediante la prueba de densitometría ósea. La escala T hace referencia a la media de densidad ósea de la población sana del mismo sexo y 20 años de edad.
La osteopenia es una situación teórica y conceptualmente epidemiológica, en la que la densidad mineral ósea no es ni normal ni osteoporótica. La intención original de la OMS al crear esta definición densitométrica de osteoporosis/osteopenia fue la de aplicarla únicamente para hacer una clasificación desde un punto de vista epidemiológico, y no para emplearla en la práctica clínica. Sin embargo, se ha extendido su utilización en la práctica clínica habitual.
Esta circunstancia de definición "borderline" genera muchos problemas. Por una parte, porque es muy común la consulta por parte de pacientes que acuden preocupados porque se les ha diagnosticado una osteopenia, circunstancia que puede ser normal en ciertas edades. O, en caso contrario, porque podría no valorarse el riesgo de fractura en pacientes en los que realmente sí que existe. El riesgo de fractura no viene determinado solo por la masa ósea, sino que otros factores predisponentes (edad, tratamientos, enfermedades previas, antecedentes personales y familiares, etc.) pueden tener la misma o mayor potencia en la incidencia de fractura sobre el sujeto que los padece, sin necesidad de una masa ósea baja. Así por ejemplo, en el estudio OFELY, el 48 % de las fracturas en mujeres postmenopáusicas se produjeron en mujeres con osteopenia, mientras que el 44 % de estas fracturas se produjeron en las que tenían criterios densitométricos de osteoporosis.

## Clasificación
Atendiendo a las causas que producen la pérdida de masa ósea, se clasifica como primaria o involutiva y secundaria.

### Primaria o involutiva
Se trata del tipo más frecuente. Este diagnóstico se establece cuando, tras evaluar al paciente, no se encuentra la causa que la provoca. A su vez, puede categorizarse como juvenil, postmenopáusica, relacionada con la edad e idiopática.

### Secundaria
La pérdida de masa ósea se considera secundaria cuando es causada por otra enfermedad o por el uso de fármacos en particular.

## Etiología
Los huesos están sometidos a un remodelado continuo mediante procesos de formación y reabsorción, también sirven como reservorio de calcio del organismo. A partir de los 35 años se inicia la pérdida de masa ósea. Múltiples enfermedades o hábitos de vida sedentarios pueden incrementar la pérdida de hueso ocasionando osteopenia u osteoporosis a una edad más precoz.
Los tres principales mecanismos que provocan pérdida de masa ósea son:
- Falta de masa ósea suficiente durante el proceso de crecimiento.
- Reabsorción excesiva de hueso mediada por los osteoclastos.
- Formación inadecuada de hueso nuevo por los osteoblastos durante el proceso continuo de renovación ósea.

La menopausia es la causa principal de pérdida de masa ósea en las mujeres, debido a la disminución de los niveles de estrógenos. La pérdida de estrógenos por la menopausia fisiológica o por la extirpación quirúrgica de los ovarios, ocasiona una rápida pérdida de hueso. Las mujeres, especialmente las caucásicas y asiáticas, tienen una menor masa ósea que los hombres. La pérdida de hueso ocasiona una menor resistencia del mismo, lo que conduce fácilmente a fracturas de la muñeca, columna y cadera.
No obstante, hay un número considerable de causas de pérdida de masa ósea a cualquier edad que no suelen ser reconocidas ni valoradas, pero que se pueden identificar si se somete al paciente a una evaluación apropiada. Entre ellas, las más comunes son la enfermedad celíaca sin reconocer ni diagnosticar, debido a que cursa frecuentemente sin síntomas digestivos o asintomática y con pruebas analíticas de anticuerpos negativas; la sensibilidad al gluten no celíaca sin tratamiento; la gammapatía monoclonal de significado incierto; la insuficiencia renal; la diabetes mellitus; y la acidosis tubular renal. En las personas con enfermedad celíaca o sensibilidad al gluten no celíaca sin diagnosticar ni tratar con la dieta sin gluten, las causas tanto de la osteopenia como de la osteoporosis no se limitan a posibles carencias nutricionales, sino que pueden ser debidas a procesos inflamatorios o autoinmunes, en los que el consumo de gluten provoca el desarrollo de autoanticuerpos que atacan a los huesos.
Las causas de pérdida de masa ósea se pueden dividir en varios grupos: endocrinológicas, gastrointestinales, por medicamentos, debidas a amenorrea, por procesos tumorales malignos y otras.
- Endocrinológicas: hipertiroidismo, hiperparatiroidismo, síndrome de Cushing, diabetes tipo 1, enfermedad de Addison, sarcoidosis, hipogonadismo, gigantismo.
- Gastrointestinales: enfermedad celíaca, colitis ulcerosa, enfermedad de Crohn, enfermedad hepática grave, especialmente cirrosis biliar primaria, gastrectomía.
- Fármacos: los más frecuentemente implicados son corticoides, sales de litio y anticonvulsivantes.
- Procesos tumorales malignos: mieloma múltiple, metástasis en hueso de otros tumores.
- Otras: malnutrición por anorexia nerviosa, resecciones intestinales, alcoholismo, insuficiencia renal crónica, artritis reumatoide, inmovilización prolongada, otras causas de amenorrea.

## Cuadro clínico
La osteopenia no provoca síntomas, por lo que suele pasar desapercibida. No obstante, está extendido el error de considerar que la pérdida de masa ósea provoca dolores musculoesqueléticos.

## Diagnóstico
La osteopenia se diagnostica mediante una prueba denominada densitometría ósea, que mide la cantidad de masa ósea del esqueleto.
Para analizar las posibles causas secundarias de pérdida de masa ósea (ciertas enfermedades o efectos secundarios de fármacos), se realizan pruebas básicas y complementarias; estas últimas, en función de la sospecha clínica. La evaluación del paciente con osteopenia ayuda asimismo a identificar a aquellos que presentan riesgo aumentado de fractura, en comparación con otros valores similares de densidad de masa ósea. Véase: Diagnóstico de la osteoporosis

## Tratamiento
Emplear únicamente medidas preventivas podría no ser suficiente. El primer paso consiste en excluir las causas secundarias de pérdida de masa ósea, algunas de las cuales no suelen ser reconocidas ni valoradas; entre ellas las más frecuentes son la enfermedad celíaca, la gammapatía monoclonal de significado incierto, la insuficiencia renal, la diabetes mellitus y la acidosis tubular renal. Los resultados de la evaluación completa del paciente ayudarán al clínico a decidir la conveniencia o no de iniciar un tratamiento adecuado y un seguimiento periódico. Véase: Tratamiento de la osteoporosis